# Olympische Winterspelen 2022
De XXIV Olympische Winterspelen werden van 4 tot en met 20 februari 2022 gehouden in het Chinese Peking. 
Op 31 juli 2015 koos het IOC in Kuala Lumpur de gaststad. Peking was de elfde stad die de Olympische Spelen voor een tweede keer mocht organiseren en de eerste stad die zowel de Zomerspelen (in 2008) als de Winterspelen toegewezen had gekregen. De Spelen stonden gepland voor de periode van 4 februari tot en met 20 februari.

## Toewijzing

### Procedure kandidaatstelling
Op 3 oktober 2012 maakte het Internationaal Olympisch Comité (IOC) in een brief aan de Nationaal Olympisch Comités (NOC's) de procedure voor de kandidaatstelling bekend:
- 6 juni 2013 – het IOC nodigt officieel NOC's uit om steden kandidaat te stellen[2][3]
- 14 november 2013 – sluitingsdatum voor de NOC's om zich aan te melden
- 14 maart 2014 – sluitingsdatum om de aanmeldingsformulieren in te dienen
- 8–9 juli 2014 – selectie van de kandidaatsteden door het IOC
- januari 2015 – aanlevering aanmeldingsboek
- februari-maart 2015 – het IOC bezoekt de kandidaatsteden
- mei-juni 2015 – het IOC publiceert het evaluatierapport
- 31 juli 2015 – het IOC selecteert het gastland tijdens de 128e IOC-zitting

### Officiële kandidaten
Zes steden hadden zich bij het IOC aangemeld. Ze hadden hiervoor de tijd tot 14 november 2013. In januari 2014 trok Stockholm zich om financiële redenen terug. Krakau trok zich terug na een negatief verlopen referendum onder de lokale bevolking in mei 2014. In juni 2014 trok Lviv zich terug naar aanleiding van de Russisch-Oekraïense Oorlog. De drie resterende steden zijn door het IOC op 7 juli 2014 officieel als kandidaat-stad aangewezen. Op 1 oktober 2014 maakte Oslo echter bekend dat het niet langer kandidaat was omdat de Noorse regering geen staatsgarantie wil afgeven.
- Almaty, Kazachstan[12]
- Peking, China[13]

Stemming
Op 31 juli 2015 werd er tijdens het 128e congres van het Internationaal Olympisch Comité gestemd over de gaststad voor de Spelen van 2022. Peking kreeg in de eerste stemronde de meerderheid van de stemmen en werd verkozen tot gaststad.
| Stad   | Land       | 1e ronde |
| ------ | ---------- | -------- |
| Peking | China      | 44       |
| Almaty | Kazachstan | 40       |

Teruggetrokken
- Lviv, Oekraïne
- Krakau, Polen
- Stockholm, Zweden
- Oslo, Noorwegen

### Voorgenomen kandidaatstellingen, die niet zijn doorgezet of voortijdig ingetrokken
Onderstaande steden hebben aangekondigd zich kandidaat te stellen, maar dit uiteindelijk niet doorgezet.
- Barcelona, Spanje
- Genève, Zwitserland (ingetrokken)
- München, Duitsland (ingetrokken)[14]
- Nieuw-Zeeland
- Prahovadal, Roemenië (ingetrokken)
- Quebec, Canada (ingetrokken)
- Sankt Moritz en Davos, Zwitserland  (ingetrokken)
- Santiago, Chili
- Zaragoza, Huesca en Jaca, Spanje (ingetrokken)

## Olympische sporten
De olympische sporten die tijdens de Olympische Spelen beoefend worden, worden vertegenwoordigd door zeven internationale wintersportbonden:
| Biatlon (11) Bond: Internationale Biatlonunie Curling (3) Bond: World Curling Federation IJshockey (2) Bond: Internationale IJshockeyfederatie Rodelen (4) Bond: Fédération Internationale de Luge de Course Schaatssporten Kunstrijden (5) Schaatsen (14) Shorttrack (9) Bond: Internationale Schaatsunie | Skisporten Alpineskiën (11) Freestyleskiën (13) Langlaufen (12) Noordse combinatie (3) Schansspringen (5) Snowboarden (11) Bond: Fédération Internationale de Ski Sleesporten Bobsleeën (4) Skeleton (2) Bond: Internationale bobslee- en skeletonfederatie |

### Mutaties
De volgende zeven onderdelen zijn toegevoegd aan het programma. Met de onderstaande wijzigingen wil het IOC zorgen voor een groter aandeel vrouwelijke atleten dat deelneemt aan de Olympische Winterspelen.
| Sport          | Nieuw                                        | Verdwenen (t.o.v. 2018) | Opmerkingen      |
| -------------- | -------------------------------------------- | ----------------------- | ---------------- |
| Bobsleeën      | Monobob (v)                                  |                         | Nu 4 onderdelen  |
| Freestyleskiën | Big Air (m) Big Air (v) Aerials gemengd team |                         | Nu 13 onderdelen |
| Schansspringen | Gemengde landenwedstrijd                     |                         | Nu 5 onderdelen  |
| Snowboarden    | Snowboardcross gemengd team                  |                         | Nu 11 onderdelen |
| Shorttrack     | Gemengde estafette                           |                         | Nu 9 onderdelen  |
|                | +7                                           |                         |                  |

### Voorstellen nieuwe sporten
De volgende sporten hebben opname in het programma van de Winterspelen in 2022 aangevraagd, maar in februari 2018 besloot het IOC in samenspraak met de Winterspelen van Peking deze sporten niet op te nemen. Dit waren:
- Bandy, een teamsport vergelijkbaar met ijshockey. Bandy wordt gespeeld met een plastic balletje, kleinere sticks en er is geen lichamelijk contact.
- IJsklimmen, het beklimmen van opstaand ijs.
- Ski-alpinisme, een combinatie van skiën en bergbeklimmen.

Bandy

Een delegatie van het Chinees Olympisch Comité heeft het wereldkampioenschap bandy 2017 bezocht en gesproken met FIB-voorzitter Boris Skrynnik over de mogelijkheid om bandy toe te voegen aan de Olympische Spelen in 2022. De wedstrijden kunnen worden gehouden in het Olympisch Sportcentrum van Peking, een stadion met een capaciteit van 36.000 mensen.

## Accommodaties

#### Olympic Green
| Plaats             | Accommodatie                                | Functie                                                                  | Capaciteit         |
| Sportaccommodaties | Sportaccommodaties                          | Sportaccommodaties                                                       | Sportaccommodaties |
| ------------------ | ------------------------------------------- | ------------------------------------------------------------------------ | ------------------ |
| Peking             | Nationaal Stadion van Peking                | Openings- en sluitingsceremonie                                          | 80.000             |
| Peking             | Beijing National Aquatics Center            | Curling                                                                  | 4.000              |
| Peking             | National Indoor Stadium                     | IJshockey                                                                | 18.000             |
| Peking             | National Speed Skating Oval                 | Langebaanschaatsen                                                       | 12.000             |
| Peking             | Capital Indoor Stadium                      | Kunstrijden Shorttrack                                                   | 15.000             |
| Peking             | Wukesong Arena                              | IJshockey                                                                | 10.000             |
| Peking             | Big Air Shougang                            | Snowboarden (Big Air) Freestyleskiën (Big Air)                           |                    |
| Yanqing            | National Alpine Ski Centre                  | Alpineskiën                                                              | 15.000             |
| Yanqing            | National Sliding Centre                     | Bobsleeën Rodelen Skeleton                                               | 5.000              |
| Zhangjiakou        | Kuyangshu Nordic Center and Biathlon Center | Langlaufen Noordse combinatie (langlaufen)                               | 15.000             |
| Zhangjiakou        | National Ski Jumping Centre                 | Schansspringen Noordse combinatie (schansspringen)                       | 10.000             |
| Zhangjiakou        | Hualindong Ski Resort                       | Biatlon                                                                  | 15.000             |
| Zhangjiakou        | Genting Snow Park                           | Snowboarden (slopestyle, halfpipe) Freestyleskiën (slopestyle, halfpipe) | 5.000              |
| Zhangjiakou        | Thaiwoo Ski Resort                          | Snowboarden (cross) Freestyleskiën (cross)                               | 10.000             |
| Zhangjiakou        | Wanlong Ski Resort                          | Snowboarden (parallel slalom)                                            | 5.000              |

## Deelnemende landen
Er doen sporters mee uit 91 landen. Debuterende landen zijn Haïti en Saoedi-Arabië. Rusland wordt geweerd vanwege een grootschalig Russisch dopingschandaal. Wel mochten Russen van wie was aangetoond dat ze schoon waren, meedoen onder de olympische vlag. Zij worden aangeduid als Russisch Olympisch Comité (ROC). Noord-Korea is door het IOC geschorst voor deze Spelen.
De onderstaande lijst vermeldt de deelnemende NOC's, alsmede het team dat onder de olympische vlag uitkomt. De naam van het deelnemende comité linkt naar de specifieke olympische pagina van deze deelnemer voor de Spelen van 2022.

## Kalender
| ● | Openingsceremonie | ● | Wedstrijden |  | Wedstrijden met medailles | G | Gala | ● | Sluitingsceremonie |

| Februari           | Februari           | wo 2 | do 3 | vr 4 | za 5 | zo 6 | ma 7 | di 8 | wo 9 | do 10 | vr 11 | za 12 | zo 13 | ma 14 | di 15 | wo 16 | do 17 | vr 18 | za 19 | zo 20 | Tot. |
| ------------------ | ------------------ | ---- | ---- | ---- | ---- | ---- | ---- | ---- | ---- | ----- | ----- | ----- | ----- | ----- | ----- | ----- | ----- | ----- | ----- | ----- | ---- |
| Alpineskiën        | Alpineskiën        |      |      |      |      |      | 2    | 1    | 1    | 1     | 1     |       | 1     |       | 1     | 1     | 1     |       | 1     |       | 11   |
| Biatlon            | Biatlon            |      |      |      | 1    |      | 1    | 1    |      |       | 1     | 1     | 2     |       | 1     | 1     |       | 1     | 1     |       | 11   |
| Bobsleeën          | Bobsleeën          |      |      |      |      |      |      |      |      |       |       |       | ●     | 1     | 1     |       |       | ●     | 1     | 1     | 4    |
| Curling            | Curling            | ●    | ●    | ●    | ●    | ●    | ●    | 1    | ●    | ●     | ●     | ●     | ●     | ●     | ●     | ●     | ●     | ●     | 1     | 1     | 3    |
| Freestyleskiën     | Freestyleskiën     |      | ●    |      | 1    | 1    | ●    | 1    | 1    | 1     |       |       | ●     | 2     | 1     | 1     | 1     | 2     | 1     |       | 13   |
| IJshockey          | IJshockey          |      | ●    | ●    | ●    | ●    | ●    | ●    | ●    | ●     | ●     | ●     | ●     | ●     | ●     | ●     | 1     | ●     | ●     | 1     | 2    |
| Kunstrijden        | Kunstrijden        |      |      | ●    |      | ●    | 1    | ●    |      | 1     |       | ●     |       | 1     | ●     |       | 1     | ●     | 1     | G     | 5    |
| Langlaufen         | Langlaufen         |      |      |      | 1    | 1    |      | 2    |      | 1     | 1     | 1     | 1     |       |       | 2     |       |       | 1     | 1     | 12   |
| Noordse combinatie | Noordse combinatie |      |      |      |      |      |      |      | 1    |       |       |       |       |       | 1     |       | 1     |       |       |       | 3    |
| Rodelen            | Rodelen            |      |      |      | ●    | 1    | ●    | 1    | 1    | 1     |       |       |       |       |       |       |       |       |       |       | 4    |
| Schaatsen          | Schaatsen          |      |      |      | 1    | 1    | 1    | 1    |      | 1     | 1     | 1     | 1     |       | 2     |       | 1     | 1     | 2     |       | 14   |
| Schansspringen     | Schansspringen     |      |      |      | 1    | 1    | 1    |      |      |       | ●     | 1     |       | 1     |       |       |       |       |       |       | 5    |
| Shorttrack         | Shorttrack         |      |      |      | 1    |      | 2    |      | 1    |       | 1     |       | 2     |       |       | 2     |       |       |       |       | 9    |
| Skeleton           | Skeleton           |      |      |      |      |      |      |      |      | ●     | 1     | 1     |       |       |       |       |       |       |       |       | 2    |
| Snowboarden        | Snowboarden        |      |      |      | ●    | 1    | 1    | 2    | 1    | 2     | 1     | 1     |       | ●     | 2     |       |       |       |       |       | 11   |
| Totaal             | Totaal             |      |      |      | 6    | 7    | 8    | 10   | 6    | 8     | 7     | 6     | 7     | 5     | 9     | 7     | 6     | 4     | 9     | 4     | 109  |
| Cumulatief         | Cumulatief         |      |      |      | 6    | 13   | 21   | 31   | 37   | 45    | 52    | 58    | 65    | 70    | 79    | 86    | 92    | 96    | 105   | 109   | 109  |
| Ceremonies         | Ceremonies         |      |      | ●    |      |      |      |      |      |       |       |       |       |       |       |       |       |       |       | ●     |      |
| Februari           | Februari           | wo 2 | do 3 | vr 4 | za 5 | zo 6 | ma 7 | di 8 | wo 9 | do 10 | vr 11 | za 12 | zo 13 | ma 14 | di 15 | wo 16 | do 17 | vr 18 | za 19 | zo 20 | Tot. |

## Medailles

### Medaillespiegel
Hieronder is de top tien van de medaillespiegel weergegeven.
| Plaats | Land             | NOC | Goud | Zilver | Brons | Totaal |
| ------ | ---------------- | --- | ---- | ------ | ----- | ------ |
| 1      | Noorwegen        | NOR | 16   | 8      | 13    | 37     |
| 2      | Duitsland        | GER | 12   | 10     | 4     | 26     |
| 3      | China            | CHN | 9    | 4      | 2     | 15     |
| 4      | Verenigde Staten | USA | 8    | 10     | 7     | 25     |
| 5      | Zweden           | SWE | 8    | 5      | 5     | 18     |
| 6      | Nederland        | NED | 8    | 5      | 4     | 17     |
| 7      | Oostenrijk       | AUT | 7    | 7      | 4     | 18     |
| 8      | Zwitserland      | SUI | 7    | 2      | 6     | 15     |
| 9      | Russische ploeg  | ROC | 6    | 12     | 14    | 32     |
| 10     | Frankrijk        | FRA | 5    | 7      | 2     | 14     |

## Zorgen om mensenrechtenschendingen
In mei 2021 hebben 180 mensenrechtenorganisaties opgeroepen tot een boycot van de Spelen vanwege de aanhoudende schendingen van de mensenrechten in China, met name in Xinjiang, Tibet en Hongkong.
Op 10 juni 2021 nam de senaat van Tsjechië unaniem een motie aan om de Spelen in China te willen boycotten vanwege de Oeigoerse genocide in Xinjiang en de mensenrechtenschendingen in Tibet. Het weerhield de Tsjechische delegatie niet van deelname.

### Landen die geen leiders hebben gestuurd

#### Diplomatieke boycots
De volgende landen hebben de Spelen diplomatiek geboycot door geen leiders te sturen:
- Australië[26]
- België[27]
- Canada[26]
- Denemarken[28]
- India[29]
- Kosovo[30]
- Litouwen[31]
- Taiwan[32]
- Verenigde Staten[26]
- Verenigd Koninkrijk[26]

Bij eerdere boycots werden ook geen spelers gestuurd, maar bij deze boycots wel.

#### Overige landen
De volgende landen hebben geen leiders gestuurd zonder het een boycot te noemen:
- Duitsland[34]
- Estland[35]
- Japan[31]
- Nederland[34]
- Nieuw-Zeeland[34]
- Noorwegen[34]
- Oostenrijk[34]
- Slovenië[36]
- Zweden[36]
- Zwitserland[34]